# Врождённые пороки сердца
Врождённый поро́к се́рдца (ВПС) — дефект в структуре сердца и (или) крупных сосудов, присутствующий с рождения. Большинство пороков нарушают ток крови внутри сердца или по большому (БКК) и малому (МКК) кругам кровообращения. Пороки сердца являются наиболее частыми врождёнными дефектами и являются основной причиной детской смертности.

## Эпидемиология
Частота ВПС среди новорождённых составляет около 1 % (1 на 100 новорождённых), при этом лишь 25 % от общего числа пороков является тяжелыми и требуют хирургического вмешательства в течение первого года жизни.

## Этиология
Причиной врождённого порока сердца могут быть генетические или экологические факторы, но, как правило, сочетание того и другого.

### Генетика
Наиболее известные причины врождённых пороков сердца — точечные генные изменения, либо хромосомные мутации в виде делеции или дупликации сегментов ДНК. Основные хромосомные нарушения, такие как трисомии 21, 13 и 18 вызывают около 5-8 % случаев ВПС. Трисомия 21 — наиболее распространённая генетическая причина. Некоторые гены связаны с конкретными пороками. Мутации белка сердечной мышцы, тяжёлой цепи α-миозина (MYH6) связаны с дефектами межпредсердной перегородки. Некоторые белки, которые взаимодействуют с MYH6, также связаны с пороками сердца. Фактор транскрипции GATA4 образует комплекс с геном TBX5, который взаимодействует с MYH6. Ещё один фактор, гомеобокс белка NKX2-5 также взаимодействует с MYH6. Мутации всех этих белков связаны с развитием дефектов межпредсердной и межжелудочковой перегородок. Кроме того, NKX2-5 связан с дефектами в электрической проводимости сердца, а TBX5 связан с синдромом Холта — Орама. Другой Т-box ген, TBX1, связан с синдромом Ди Джорджа, делеция которого приводит к появлению множества симптомов, включая дефекты сердечного выброса крови, а также тетраду Фалло.
|                                      | MYH6        | GATA4      | NKX2-5 | TBX5                       |  | TBX1                                                                                              |
| ------------------------------------ | ----------- | ---------- | ------ | -------------------------- |  | ------------------------------------------------------------------------------------------------- |
| Локус                                | 14q11.2-q13 | 8p23.1-p22 | 5q34   | 12q24.1                    |  | 22q11.2                                                                                           |
| Синдром                              |             |            |        | Синдром Холта — Орама      |  | Синдром Ди Джоржи                                                                                 |
| Дефекты межпредсердной перегородки   | ✔           | ✔          | ✔      | ✔                          |  |                                                                                                   |
| Дефекты межжелудочковой перегородки  |             | ✔          | ✔      | ✔                          |  |                                                                                                   |
| Нарушения электрической проводимости |             |            | ✔      | ✔                          |  |                                                                                                   |
| Нарушения оттока крови               |             |            |        |                            |  | ✔                                                                                                 |
| Не сердечные симптомы                |             |            |        | Дефект верхних конечностей |  | Небольшой тимус или его отсутствие Небольшие паращитовидные железы или их отсутствие Дефекты лица |

### Экологические факторы
Генетические мутации возникают вследствие действия трёх основных мутагенов:
- Физические мутагены (главным образом — ионизирующее излучение).
- Химические мутагены (фенолы лаков, красок; нитраты; бензпирен при табакокурении; употребление алкоголя; гидантоин; лития; талидомид; тератогенные медикаменты — антибиотики и ХТП, НПВС и т. д.).
- Биологические мутагены (главным образом — вирус краснухи в организме матери, ведущий к врождённой краснухе с характерной триадой Грегга — ВПС, катаракта, глухота, а также сахарный диабет, фенилкетонурия и системная красная волчанка у матери).

### Факторы, повышающие риск возникновения врожденных пороков сердца
Значительно могут повысить риск возникновения врожденных пороков сердца инфекции, перенесенные матерью во время первого триместра беременности; хронические заболевания матери; возраст одного из родителей в случае позднего родительства; вредные привычки родителей; большое число перенесенных абортов.

### Связь врождённых пороков сердца с полом
Исследование связи врождённых пороков сердца с полом было проведено в начале 70-х годов по данным, собранным в нескольких крупных кардиохирургических центрах, а также литературным данным. В результате анализа 31814 больных, страдавших врождёнными пороками сердца и магистральных сосудов, была выявлена чёткая связь типа порока с полом больного (Таблица). По соотношению полов врождённые пороки можно разделить на три группы — «мужские», «женские» и «нейтральные».
| Врождённый порок                                                  | Соотношение полов, М:Ж |
| ----------------------------------------------------------------- | ---------------------- |
| Открытый артериальный проток                                      | 1 : 2.72               |
| Синдром Лютембаше                                                 | 1 : 2.14               |
| Дефект предсердной перегородки вторичного типа                    | 1 : 1.84               |
| Дефект межжелудочковой перегородки и открытый артериальный проток | 1 : 1.51               |
| Триада Фалло                                                      | 1 : 1.45               |
| Комплекс Эйзенменгера                                             | 1 : 1.40               |
| Частичный дефект предсердножелудочковой перегородки               | 1 : 1.36               |
| Дефект предсердной перегородки первичного типа                    | 1 : 1.20               |
| Частичная аномалия соединения лёгочных вен                        | 1 : 1.19               |
| Дефект межжелудочковой перегородки                                | 1 : 1.02               |
| Дефект перегородки между аортой и лёгочной артерией               | 1 : 1.01               |
| Полный дефект предсердножелудочковой перегородки                  | 1 : 1.01               |
| Аномалия Эбштейна                                                 | 1.02 : 1               |
| Стеноз лёгочной артерии                                           | 1.04 : 1               |
| Атрезия трёхстворчатого клапана                                   | 1.16 : 1               |
| Общий артериальный ствол                                          | 1.21 : 1               |
| Тетрада Фалло                                                     | 1.35 : 1               |
| Коарктация аорты и открытый артериальный проток                   | 1.37 : 1               |
| Тотальная аномалия соединения лёгочных вен                        | 1.39 : 1               |
| Транспозиция магистральных сосудов                                | 1.90 : 1               |
| Коарктация аорты                                                  | 2.14 : 1               |
| Стеноз аорты                                                      | 2.66 : 1               |

Наиболее чётко выраженные женские врождённые пороки — открытый артериальный проток (1♂♂ : 2.72♀♀); болезнь Лаутембахера (1♂♂ : 2.1♀♀); дефект предсердной перегородки вторичного типа (1♂♂ : 1.84♀♀); дефект межжелудочковой перегородки и открытый артериальный проток (1♂♂ : 1.51♀♀); триада Фалло, то есть сочетание дефекта предсердной перегородки, сужения устья лёгочной артерии и гипертрофии правого желудочка (1♂♂ : 1.45♀♀).
Наиболее чётко выраженные «мужские» врождённые пороки — врождённый аортальный стеноз (2.66♂♂ : 1♀♀), коарктация аорты (2.14♂♂ : 1♀♀), транспозиция магистральных сосудов (1.90♂♂ : 1♀♀), тотальная аномалия соединения лёгочных вен (1.39♂♂ : 1♀♀), коарктация аорты и открытый артериальный проток (1.37♂♂ : 1♀♀). Ни одному из мужских компонентов врождённых пороков сердца не соответствует аналогичное образование у нормального эмбриона или у филогенетических предшественников человека.
Остальные врождённые пороки сердца относятся к «нейтральному» типу. Их частота примерно одинакова у обоих полов. Среди них также можно выделить простые (дефект аорто-лёгочной перегородки, дефект предсердной перегородки первичного типа, стеноз лёгочной артерии) и сложные (частичный и полный дефект предсердножелудочковой перегородки, аномалия Эбштейна, атрезия трёхстворчатого клапана и др).
Простые пороки этой группы, как и женские пороки, относятся к атавистическим, но в отличие от женских, представляют собой возврат к далёкому в онтогонетическом и филогенетическом смысле прошлому. Их можно рассматривать как следствие остановки развития сердца на ранних этапах эмбриогенеза (первые 2-3 месяца эмбриональной жизни, в течение которых происходит анатомическое формирование сердца), и на более ранних по сравнению с женскими пороками стадиях филогенеза. При сложных пороках нейтральной группы соотношение полов зависит от преобладания в них женского и мужского компонентов.

#### Теории
Рокитанский (Rokitansky, 1875) считал, что врождённые пороки объясняются остановкой в развитии сердца на различных стадиях онтогенеза. Шпитцер (Spitzer, 1923) трактует их как возврат к одной из стадий филогенеза. Крымский, синтезируя две предыдущие точки зрения, рассматривает врождённые пороки сердца как остановку развития на определённой стадии онтогенеза, соответствующей тому или другому этапу филогенеза. В рамки этих теорий укладываются только атавистические пороки сердца (женские и нейтральные), а вся группа мужских пороков не находит объяснения, так как ни одному из мужских компонентов врождённых пороков сердца не соответствует аналогичное образование у нормального эмбриона или у филогенетических предшественников человека. Применение «Тератологического правила полового диморфизма» позволяет объяснить все три группы пороков.
Подразделение врождённых пороков сердца и крупных сосудов на мужские, женские и нейтральные позволяет использовать пол больного как диагностический симптом. При этом, пороки мужского и женского типа имеют довольно большое значение коэффициента диагностической ценности. Например, учёт информации o поле больного увеличивает вероятность диагноза для открытого артериального протока в 1.32 раза.

## Патогенез
Ведущими являются два механизма.
1. Нарушение кардиальной гемодинамики → перегрузка отделов сердца объёмом (пороки по типу недостаточности клапанов и септальных дефектов) или сопротивлением (пороки по типу стенозов отверстий или сосудов) → истощение вовлеченных компенсаторных механизмов (гомеометрического Анрепа на сопротивление, и гетерометрического Франка-Старлинга на объём) → развитие гипертрофии и дилатации отделов сердца → развитие сердечной недостаточности СН (и, соответственно, нарушения системной гемодинамики).
2. Нарушение системной гемодинамики (полнокровие/малокровие малого круга кровообращения МКК, малокровие большого круга кровообращения БКК) → развитие системной гипоксии (главным образом — циркуляторной при белых пороках, гемической — при синих пороках, хотя при развитии острой левожелудочковой СН, например, имеет место и вентиляционная, и диффузионная гипоксия).

## Классификация
Существует множество классификаций врождённых пороков.

ВПС условно делят на 2 группы:
1. Белые (бледные, с лево-правым сбросом крови, без смешивания артериальной и венозной крови). Включают 4 группы:
- С обогащением малого круга кровообращения (открытый артериальный проток, дефект межпредсердной перегородки, дефект межжелудочковой перегородки, АВ-коммуникация и т. д.).
- С обеднением малого круга кровообращения (изолированный пульмональный стеноз и т. д.).
- С обеднением большого круга кровообращения (изолированный аортальный стеноз, коарктация аорты и т. д.)
- Без существенного нарушения системной гемодинамики (диспозиции сердца — декстро-, синистро-, мезокардии; дистопии сердца — шейная, грудная, брюшная).

2. Синие (с право-левым сбросом крови, со смешиванием артериальной и венозной крови). Включают 2 группы:
- С обогащением малого круга кровообращения (полная транспозиция магистральных сосудов, комплекс Эйзенменгера и т. д.).
- С обеднением малого круга кровообращения (тетрада Фалло, аномалия Эбштейна и т. д.).

В 2000 году была разработана Международная Номенклатура врождённых пороков для создания общей классификационной системы.

### Гипоплазия
Гипоплазия может поражать сердце, как правило, приводя к недоразвитию правого или левого желудочка. Это приводит к тому, что только одна сторона сердца способна эффективно перекачивать кровь к телу и лёгким. Гипоплазия сердца встречается редко, но это наиболее серьёзная форма ВПС. Такие состояния называют синдром гипоплазии левых отделов сердца, когда поражается левая сторона сердца и синдром гипоплазии правых отделов сердца, когда поражается правая сторона сердца. При обоих состояниях, наличие открытого артериального протока (а когда гипоплазия поражает правую сторону сердца, и открытого овального окна) жизненно важно для возможности ребёнка дожить до выполнения операции на сердце, так как без этих путей кровь не сможет циркулировать в организме (или лёгких, в зависимости от стороны поражения сердца). Гипоплазия сердца, как правило, синий порок сердца.

### Дефекты обструкции
Дефекты обструкции возникают, когда клапаны сердца, артерии или вены стенозированы или атрезированы. Основные пороки — стеноз лёгочного клапана, стеноз аортального клапана, а также коарктация аорты. Такие пороки как стеноз двустворчатого клапана и субаортальный стеноз возникают относительно редко. Любой стеноз или атрезия может привести к расширению сердца и гипертонии.

### Дефекты перегородки
Перегородка — стенка ткани, отделяющая левое предсердие от правого. При дефектах межпредсердной или межжелудочковой перегородки кровь движется из левой части сердца в правую, уменьшая эффективность работы сердца. Дефект межжелудочковой перегородки наиболее распространённый тип ВПС.

### Синие пороки
Синие пороки сердца, называются так, потому что они приводят к цианозу, при этом кожа приобретает голубовато-серый цвет из-за нехватки кислорода в организме. К таким порокам относят персистирующий артериальный ствол, тотальная аномалия соединения лёгочных вен, тетрада Фалло, транспозиция магистральных сосудов, а также врождённый стеноз трёхстворчатого клапана.

### Пороки
- Аортальный стеноз
- Дефект межпредсердной перегородки
- Дефект предсердно-желудочковой перегородки
- Стеноз двустворчатого клапана
- Декстрокардия
- Удвоение выходного отверстия левого желудочка
- Удвоение выходного отверстия правого желудочка
- Аномалия Эбштейна
- Синдром гипоплазии левых отделов сердца
- Синдром гипоплазии правых отделов сердца
- Стеноз митрального клапана
- Атрезия лёгочной артерии
- Врождённый стеноз клапана лёгочной артерии
- Транспозиция магистральных сосудов
  - dextro-Транспозиция магистральных сосудов
  - senistro-Транспозиция магистральных сосудов
- Врождённый стеноз трёхстворчатого клапана
- Персистирующий артериальный ствол
- Дефект межжелудочковой перегородки

Некоторые состояния поражают только крупные сосуды в непосредственной близости от сердца, однако их часто классифицируют как ВПС.
- Коарктация аорты
- Атрезия аорты
- Открытый артериальный проток
- Частичная аномалия соединения лёгочных вен
- Тотальная аномалия соединения лёгочных вен

Некоторые группы пороков обычно встречаются вместе.
- тетрада Фалло
- пентада Кантрелла
- синдром Шона/ комплекс Шона / аномалия Шона

## Клиническая картина
Клинические проявления зависят от типа и тяжести порока сердца. Симптомы зачастую проявляются на ранних этапах жизни, но некоторые ВПС могут оставаться незамеченными на протяжении всей жизни. У некоторых детей нет симптомов, а у других могут возникать одышка, цианоз, обмороки, сердечные шумы, недоразвитие конечностей и мышц, плохой аппетит или низкий рост, частые респираторные инфекции. Сердечные шумы при врождённых пороках сердца возникают из-за его неправильного строения. Они могут быть обнаружены при аускультации, однако, не все шумы сердца обусловлены врождёнными пороками сердца.
Также клинические проявления ВПС можно объединить в 4 синдрома:
1. Кардиальный синдром (жалобы на боли в области сердца, одышку, сердцебиение, перебои в работе сердца и т. д.; при осмотре — бледность или цианоз, набухание и пульсация сосудов шеи, деформация грудной клетки по типу сердечного горба; пальпаторно — изменения АД и характеристик периферического пульса, изменение характеристик верхушечного толчка при гипертрофии/дилатации левого желудочка, появление сердечного толчка при гипертрофии/дилятации правого желудочка, систолическое/диастолическое «кошачье мурлыканье» при стенозах; перкуторно — расширение границ сердца соответственно расширенным отделам; аускультативно — изменения ритмичности, силы, тембра, монолитности тонов, появление характерных для каждого порока шумов и т. д.).
2. Синдром сердечной недостаточности (острая либо хроническая, право- либо левожелудочковая, одышечно-цианотические приступы и т. д.) с характерными проявлениями.
3. Синдром хронической системной гипоксии (отставание в росте и развитии, симптомы барабанных палочек и часовых стёкол и т. д.)
4. Синдром дыхательных расстройств (в основном при ВПС с обогащением малого круга кровообращения).

## Диагностика
Данные лабораторно-инструментальных методов исследования вариабельны в зависимости от конкретного порока. Среди ведущих методик можно выделить:
1. ЭКГ (право- либо левограмма, разнообразные варианты аритмий и т. д.).
2. Обзорная рентгенография сердца (митральная конфигурация для пороков с обогащением малого круга кровобращения, аортальная — с обеднением) и контрастные рентгенологические методики (ангиография, вентрикулография и т. д.).
3. Эхо-КГ (основная методика — позволяет увидеть морфологию порока и определить функциональное состояние сердца).
4. Доплер-эхо-КГ (позволяет определить направление тока крови — выявить регургитацию и турбулентность).

## Лечение
Лечение ВПС принципиально можно поделить на хирургическое (в большинстве случаев оно единственное является радикальным) и терапевтическое (чаще является вспомогательным).
Хирургическое лечение. Зависит от фазы порока.
1. В первой фазе — операция по экстренным показаниям (при обогащении МКК — искусственное стенозирование ЛА по Мюллеру-Альберту, при обеднении МКК — искусственный боталов проток). Целесообразность данных операций, тем не менее, — вопрос неоднозначный и сугубо индивидуальный.
2. Во второй фазе — операция в плановом порядке (конкретная при конкретном пороке). Сроки выполнения — вопрос дискутабельный и постоянно пересматривается (в литературе сроки варьируют от внутриутробного выполнения операции до пубертата, но все же больше склоняются к раннему оперированию).
3. В третьей фазе — операция не показана.

### Терапевтическое лечение
Как радикальное показано редко. Классический пример — ОАП, когда назначение индометацина по соответствующей схеме приводит к облитерации боталового протока.
Как симптоматическое включает в себя терапию:
1. Острой левожелудочковой СН (сердечная астма, отёк лёгких).
2. Одышечно-цианотических приступов (ОЦП).
3. Хронической СН.
4. Аритмий.
5. Ишемии миокарда.

## Осложнения ВПС
- Сердечная недостаточность (встречается практически при всех ВПС).
- Бактериальный эндокардит (чаще отмечается при цианотических ВПС).
- Ранние затяжные пневмонии на фоне застоя в малом круге кровообращения.
- Высокая легочная гипертензия или синдром Эйзенменгера (характерна для ВПС с обогащением малого круга кровообращения).
- Синкопе вследствие синдрома малого выброса вплоть до развития нарушения мозгового кровообращения (по ишемическому типу — при цианотических ВПС и стенозе аорты; по геморрагическому типу — при коарктации аорты).
- Стенокардитический синдром и инфаркты миокарда (наиболее характерны для стенозов аорты, аномального отхождения левой коронарной артерии).
- Одышечно-цианотические приступы (встречаются при тетраде Фалло с инфундибулярным стенозом легочной артерии, транспозиции магистральных артерий и др.).
- Релятивная анемия — при цианотических ВПС[21].

## Прогноз
При раннем выявлении и возможности радикального лечения относительно благоприятный. При отсутствии такой возможности — сомнительный или неблагоприятный.

### Общие понятия
- Сердечно-сосудистая система
- Кровообращение
- Круги кровообращения человека
- Болезни сердца
- Кардиология
- Пороки развития
- Приобретенные пороки сердца

### Типы пороков
- Атрезия трёхстворчатого клапана
- Аномалия Эбштейна
- Дефект межжелудочковой перегородки
- Дефект предсердной перегородки
- Дефект перегородки между аортой и легочной артерией
- Клапанный стеноз легочной артерии
- Коарктация аорты
- Общий артериальный ствол
- Открытый артериальный проток
- Приобретённые пороки сердца
- Стеноз аорты
- Тетрада Фалло
- Тотальная аномалия соединения легочных вен
- Транспозиция магистральных сосудов
- Частичная аномалия соединения легочных вен